# Norah Jeruto
Norah Jeruto Tanui (* 2. Oktober 1995) ist eine aus Kenia stammende kasachische Langstreckenläuferin, die sich auf den Hindernislauf spezialisiert hat. Ihren größten Erfolg feierte sie mit dem Weltmeistertitel über 3000 m Hindernis im Jahr 2022. Ihre Schwester Daisy Jepkemei ist mittlerweile auch für Kasachstan aktiv.

## Sportliche Laufbahn

### Für Kenia
Erste Erfahrungen bei internationalen Meisterschaften sammelte Norah Jeruto im Jahr 2011, als sie bei den Jugendweltmeisterschaften nahe Lille in 6:16,41 min die Goldmedaille über 2000 m Hindernis gewann. Anschließend siegte sie in 6:28,10 min auch bei den Commonwealth Youth Games in Douglas und sicherte sich dort zudem in 9:24,02 min die Bronzemedaille im 3000-Meter-Lauf. Nach zahlreichen erfolglosen Jahren startete sie 2016 bei den Afrikameisterschaften in Durban und siegte dort in 9:25,07 min über 3000 m Hindernis. Damit konnte sie im Folgejahr bei Diamond-League-Rennen teilnehmen und siegte bereits bei ihrem zweiten Rennen, den Bislett Games in Oslo, in 9:17,27 min. Anschließend wurde sie in Rabat in 9:20,51 min Zweite und erreichte bei Weltklasse Zürich in 9:05,31 min Rang drei. Anschließend siegte sie in 9:03,70 min beim ISTAF Berlin und in 9:04,56 min bei der IAAF World Challenge in Zagreb. 2018 wurde sie in 9:09,30 min Zweite bei der Shanghai Diamond League und Ende Mai dann nach 9:07,17 min Dritte bei der Golden Gala in Rom. Ende August gelangte sie beim Memorial Van Damme in Brüssel mit 8:59,62 min auf Rang zwei. Im Jahr darauf siegte sie in 9:03,71 min bei den Bislett-Games und wurde bei Weltklasse Zürich in 9:05,15 min Dritte. 2021 siegte sie dann in 9:00,67 min bei der Doha Diamond League, in 8:53,65 min beim Prefontaine Classic sowie in 9:07,33 min bei Weltklasse Zürich und sicherte sich damit die Gesamtwertung der Diamondleague. 2022 konnte sie mit 8:57,97 min ihren Sieg beim Prefontaine Classic wiederholen.

### Für Kasachstan
Seit dem 30. Januar 2022 ist sie startberechtigt für Kasachstan. Im Mai siegte sie in 9:04,95 min über 3000 m Hindernis beim Kip Keino Classic und anschließend siegte sie in 8:57,97 min beim Prefontaine Classic. Bei den Weltmeisterschaften in Eugene feierte Jeruto ihren ersten großen Sieg auf globaler Ebene. Sie gewann mit einem neuen Meisterschaftsrekord, einem Landesrekord für Kasachstan und einer persönlicher Bestleistung von 8:53,02 min überlegen das Finale über die 3000 Meter Hindernis. Im Jahr darauf startete sie im 3000-Meter-Lauf bei den Hallenasienmeisterschaften in Astana und belegte dort in 9:29,27 min den siebten Platz. Wegen Unregelmäßigkeiten in ihrem biologischen Pass wurde Jeruto im April 2023 vorläufig suspendiert. Im November desselben Jahres wurde die Suspendierung aufgehoben, da Dopingvergehen nicht bewiesen sei. 2024 nahm sie an den Olympischen Sommerspielen in Paris teil und gelangte dort mit 9:08,97 min im Finale auf Rang neun.
2025 siegte sie bei den Asienmeisterschaften in Gumi mit neuem Meisterschaftsrekord von 9:10,46 min über 3000 m Hindernis und gewann auch über 5000 Meter in 14:58,71 min die Goldmedaille und stellte damit einen Meisterschaftsrekord auf.
2022 wurde Jeruto kasachische Meisterin im 3000-Meter-Hindernislauf.

## Persönliche Bestleistungen
- 3000 Meter: 8:33,61 min, 4. September 2018 in Zagreb
  - 3000 Meter (Halle): 8:49,89 min, 25. Januar 2018 in Ostrava
- 5000 Meter: 14:51,73 min, 1. September 2019 in Berlin
- 3000 m Hindernis: 8:53,02 min, 20. Juli 2022 in Eugene (kasachischer Rekord)